# 鳰の湖/伊那のふる里
「鳰の湖/伊那のふる里」（におのうみ/いなのふるさと）は、2018年3月7日に発売された丘みどりの9枚目のシングル。

## 解説
- 「鳰の湖」と「伊那のふる里」の両A面シングル。「鳰の湖」は琵琶湖の別名であり、飛び立つ水鳥に男女の愛の行方を重ねる内容である[1]。
- 2018年7月4日には2曲に加え「霧の川」とデビューシングルのカップリング曲「花ちゃん丸」を収録した「鳰の湖／伊那のふる里【4曲入り感謝盤】」、ミュージック・ビデオが収録された「鳰の湖／伊那のふる里【DVD付き】」が発売された。
- オリコンチャートでは初登場28位であったが、発売から4ヶ月後の7月16日付で最高位21位を記録、演歌・歌謡シングルチャートでは同じく7月16日付で1位を記録した。

## 収録曲
1. 鳰の湖（4分38秒）
  - 作詞：たかたかし／作曲：弦哲也／編曲：前田俊明
2. 伊那のふる里（4分42秒）
  - 作詞：たかたかし／作曲：弦哲也／編曲：前田俊明
3. 鳰の湖 [オリジナル・カラオケ]
4. 鳰の湖[一般女声用半音下げカラオケ]
5. 伊那のふる里[一般用カラオケ]